# قصر سرسق
قصر سرسق هو قصر أثري لبناني بناه نقولا سرسق في عام 1912. يقع على هضبة حي الأشرفية في مدينة بيروت العاصمة اللبنانية. وهب صاحبه القصر بعد وفاته في عام 1952 إلى بلدية مدينة بيروت، على أن يتحوّل متحفاً للفنون الحديثة والمعاصرة كما ذكر في وصيّته، ومن شروط هذه الوصيّة أن يكون رئيس بلدية بيروت مشرفاً على المتحف، وأن تدير شؤونه نخبة من الشخصيات البيروتية.
بين سنة 1953 و1960 استخدم القصر لاستضافة ملوك ورؤساء زاروا لبنان رسمياً، وبما ان الراحل نقولا سرسق أراده متحفاً، فقد تحوّل القصر إلى متحف يضم قطعاً من الاثريات والمقتنيات الثمينة التي وجدت في القبو منذ فترة. وفيه مجموعة قطع وأعمال فنية إسلامية.
ومن عام 1961 وحتى اليوم ينظّم فيه الكثير من المعارض الفنية والأدبية لأعمال عدد كبير من الفنانين اللبنانيين والعالميين.
تعرض القصر للضرر جراء انفجار مرفأ بيروت في 4 أغسطس 2020، حيث تهشمت النوافذ والألواح الزجاجية، وتهدمت أجزاء من الجدران، مما أدى لإلحاق أضرار بنحو 20-30 عمل فني.

## مجموعات المتحف
يحتوى المتحف على 5000 قطعة فنية من لوحات وتماثيل ومنحوتات وايقونات تعود للقرنين الثامن عشر والتاسع عشر الميلادي. ومن أشهر المعروضات تعود إلى:
- شفيق عبود
- لوتي عضيمي
- انطون اصفر
- سيمون مارتيان
- جومان بايزيد
- سلوى شقير
- جورج سير
- بول غيراغوسيان
- جورج غوف
- جون هأديان
- زافي حديدزيان
- ماضي حسين
- حليم جرداق
- ايلي كنعان
- فيولا كساب
- ميشال المير
- ليفون موميجيان
- منير نجم
- عمر أنسي
- عارف الريس
- ناديا صيقلي
- محمد صقر
- ستيليو كمنجا
- جوليانا سيرافيم
- صوفي يرميان
- خليل زغيب